# Tarbes Challenger 1987
Il Tarbes Challenger 1987 è stato un torneo di tennis facente parte della categoria ATP Challenger Series nell'ambito dell'ATP Challenger Series 1987. Il torneo si è giocato a Tarbes in Francia dal 29 giugno al 5 luglio 1987 su campi in terra rossa.

## Vincitori

### Singolare
Pedro Rebolledo ha battuto in finale  Ronald Agénor con il punteggio di 6–3, 6–4

### Doppio
Yahiya Doumbia /  Thierry Pham hanno battuto in finale  Roberto Azar /  Marcelo Ingaramo con il punteggio di 7–6, 6–4